# Narayansaspis eugeniae
Narayansaspis eugeniae är en insektsart som beskrevs av Sadao Takagi 1985. Narayansaspis eugeniae ingår i släktet Narayansaspis och familjen pansarsköldlöss. Inga underarter finns listade i Catalogue of Life.